# Arc

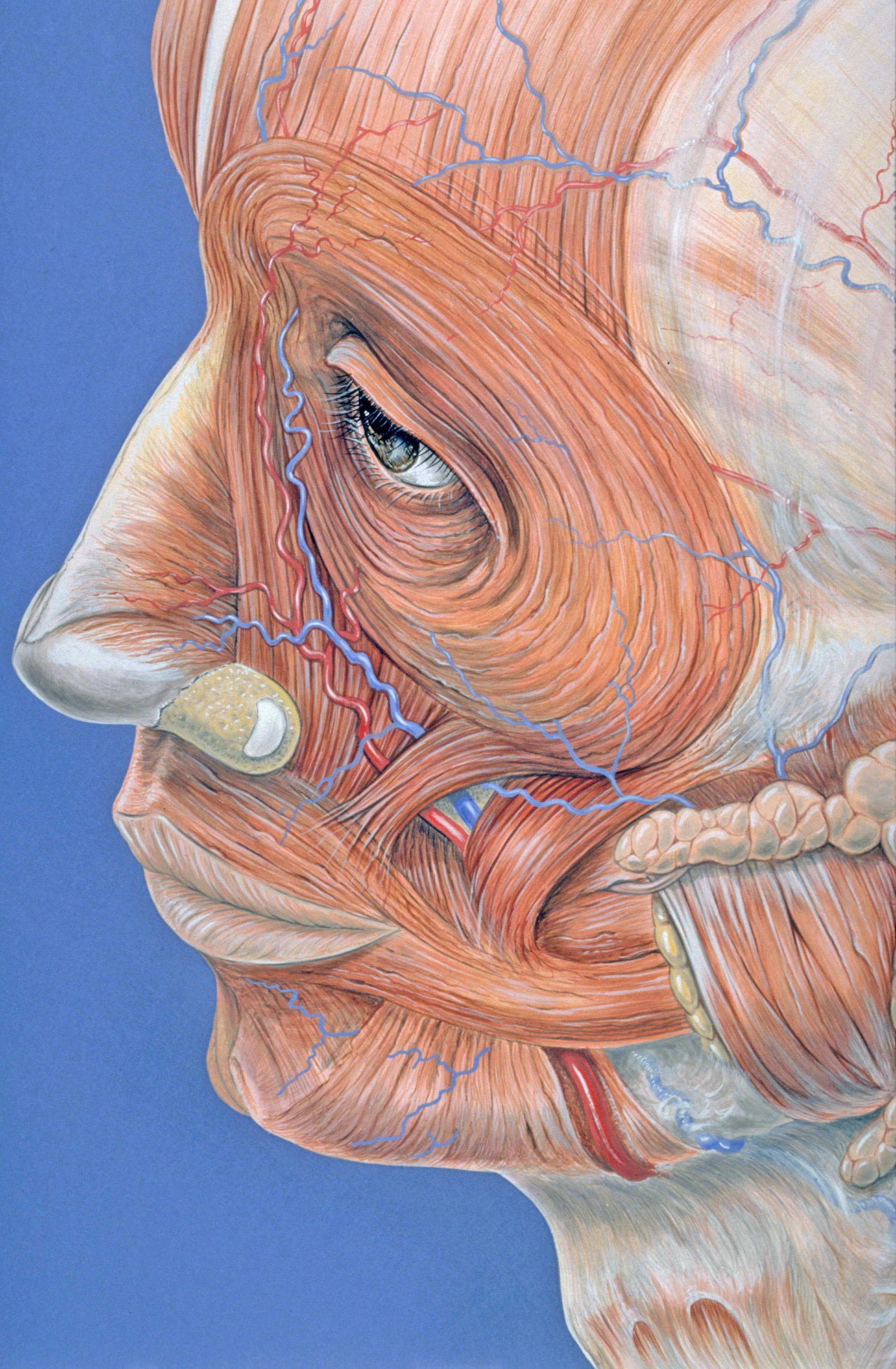
Az arc felszínközeli anatómiája.

Az arc (facies) a fej elülső felszíne.

## Felépítése
Az arc alapját jórészt az arckoponya csontjai, a felső, homloki részen pedig a homlokcsont pikkelyrésze képezi. Az arckoponya csontjai közül csak az alsó állcsont (mandibula) kapcsolódik ízülettel a koponyához, a többit úgynevezett sima varratok kötik össze. Az arc bőre alatt elhelyezkedő arcizomzat, vagy mimikai izomzat sajátossága, hogy részben az arckoponya csontjain eredve belesugárzik az arcbőrbe, részben magában az arcbőrben ered és tapad. Önmagukba visszatérő izmok alkotják a szájnyílást záró ajkak izmos alapját és a szemréseket záró szemhéjak izmos borítását. Az arcizmokat a VII. agyideg (az arcideg; nervus facialis) idegzi be. (Az oldalsó felszínének képzésében egy rágóizom (musculus massater) is részt vesz.)

## Funkciói
Az arcizmok fent említett sajátossága teszi lehetővé, hogy igen változatosan tudják mozgatni az arc bőrét, ezzel az érzelmeket tükröző sajátos arckifejezést (mimika) tudnak létrehozni. (Ezért az arcizomzatot mimikai izomzatnak is nevezik.) Az arckifejezések akaratlagosan is befolyásolhatók. Az arc általános karakteréhez és a mimikához is hozzájárulnak az alapjában védő funkciókat ellátó szempillák és szemöldökök. Az arc területét érzően az V. agyideg, (a háromosztatú ideg; nervus trigeminus) látja el.
Az arcon találhatók olyan fontos szervrendszerek nyílásai, mint az emésztőrendszer (szájnyílás) (rima oris), és a légzőrendszer (orrnyílások) (nares), valamint egy igen fontos és érzékeny páros érzékszerv – a szemek. Férfiakon – a serdülőkor végére – sajátos arcszőrzet jelenik meg, a szakáll (barba) és a bajusz (mystax). Ez utóbbiak a szemöldökökön (supercilium), szempillákon és a hajas fejbőrön lévő hajzattal együtt az emberiség történelmének meghatározó szakaszaiban nagy szerepet játszottak a különböző divatirányzatokban, és napjainkban is a szépségiparban. A szőrzet változásai az életkorral természetesek, de esetenként kóros állapotokra, betegségekre, mérgezésekre (gyógykezelésekre: besugárzás, citosztatikumok), hormonális változásokra, vitaminhiányra stb. utalhatnak.
Esztétikai, vagy divatirányzati, sőt egzisztenciális okokból a pácienseknek az orvosilag néha jelentéktelennek tartott elváltozások is komoly lelki terhet jelenthetnek. Ezért az ilyen jellegű panaszokat is nagyon komolyan kell venni.